# Eyvaraq
Eyvaraq (persiska: ایورق) är en ort i Iran.   Den ligger i provinsen Östazarbaijan, i den nordvästra delen av landet, 400 km nordväst om huvudstaden Teheran. Eyvaraq ligger 1 846 meter över havet och antalet invånare är 506.
Terrängen runt Eyvaraq är kuperad åt sydost, men åt nordväst är den bergig. Terrängen runt Eyvaraq sluttar söderut. Runt Eyvaraq är det ganska glesbefolkat, med 40 invånare per kvadratkilometer. Närmaste större samhälle är Tark, 17,1 km öster om Eyvaraq. Trakten runt Eyvaraq består i huvudsak av gräsmarker.